# Mottenschildläuse
Die Mottenschildläuse (Aleyrodoidea) sind eine Überfamilie der Pflanzenläuse (Sternorrhyncha) mit der einzigen Familie Aleyrodidae. Von den etwa 1500 Arten leben in Europa 56, in Mitteleuropa 17 und in Deutschland 14. Die Körperlänge der Tiere beträgt meist zwischen 1 und 2 mm, die größten Arten (aus dem tropischen Amerika) erreichen eine Körperlänge von etwas mehr als 10 Millimeter. Alle Mottenschildläuse ernähren sich von Pflanzensaft, viele Arten gelten aus diesem Grund als Schädlinge in der Landwirtschaft und im Gartenbau.
Mehrere Arten der Mottenschildläuse werden als Weiße Fliege bezeichnet, darunter die Gewächshaus-Weiße Fliege (Trialeurodes vaporariorum) und die Eschen-Weiße Fliege (Siphoninus phillyreae).

## Merkmale
Die Mottenschildläuse sind kleine, relativ weichhäutige, schwach sklerotisierte Insekten. Sie sind getrenntgeschlechtlich, Weibchen und Männchen sind von ähnlicher Gestalt, meist sind die Männchen etwas kleiner. Die Tiere sind gelblich, bräunlich oder rot gefärbt. Der Körper und die Flügel der Mottenschildläuse sind immer mit mehlartigem Wachsstaub bedeckt, der durch ventrale Hinterleibsdrüsen ausgeschieden wird, und wirkt dadurch weiß. Alle Arten sind geflügelt, mit Vorder- und Hinterflügeln, die Flügel sind glasklar durchsichtig, bei einigen Arten mit dunklen Flecken oder Bändern. Die Aderung der Flügel ist stark reduziert. Im Vorderflügel ist neben der Randader (Costa) in der Flügelmitte nur eine auffallende Längsader ausgebildet, die bei der Unterfamilie Aleyrodinae gerade, bei der Unterfamilie Aleyrodicinae gegabelt ist. Im hinteren Flügelabschnitt können bei einigen Arten weitere Adern (Äste des Cubitus) vorhanden sein.
Der Kopf ist orthognath, das bedeutet, die Mundöffnung ist nach unten gerichtet. Er trägt große Komplexaugen, die bei fast allen Arten entweder in einen oberen und einen unteren Abschnitt geteilt oder zumindest in der Mitte stark eingeschnürt sind, oberer und unterer Augenabschnitt besitzen zumindest bei einigen Arten unterschiedliche spektrale Empfindlichkeit; sie dienen zur Orientierung entweder am beleuchteten Himmel (bei migrierenden Individuen) oder an der grünen Vegetation (bei der Suche nach Wirtspflanzen). Außerdem sind, dicht benachbart, zwei Einzelaugen (Ocellen) vorhanden. Die meist recht kurzen, einfach gebauten Antennen bestehen bei fast allen Arten aus sieben Segmenten. Die Mundwerkzeuge sind stechend-saugend und vom typischen Bau der Sternorrhyncha. Das Labium ist bei den Mottenschildläusen viersegmentig und kann durch kräftige Muskulatur teleskopartig aus- und eingefahren werden; Ausfahren des Labiums hilft dabei, die Stechborsten aus der Wirtspflanze herauszuziehen.
Am Rumpfabschnitt ist das vordere Segment kurz, das mittlere und hintere Segment von etwa gleicher Länge. Die Beine sind stabförmig mit verlängerten Hüften, die Tarsen sind zweisegmentig. Sie tragen am Ende zwischen den Krallen eine unpaare, kissenartige Struktur, Paronychium genannt, ein umgebildetes Arolium, das beim Festhalten auf glatten Oberflächen dient. Die Hinterbeine sind verstärkt und verleihen den Tieren ein gewisses Sprungvermögen. Ihre Schienen tragen auffallende Borstenkämme, die dazu dienen, das am Hinterleib abgeschiedene Wachs über den Körper zu verteilen. Der Hinterleib ist an seiner Basis eingeschnürt und dadurch stark beweglich. Seine Segmente tragen auf der Bauchseite drüsige Platten, aus denen das den Korper umhüllende Wachs abgeschieden wird. Bei den Aleyrodinae sind bei den Männchen vier, bei den Weibchen zwei Platten ausgebildet, bei den Aleyrodicinae sind es drei bzw. vier. Am Hinterende des Hinterleibs tragen die Weibchen einen Legebohrer. Bei den Männchen ist ein Begattungsapparat mit einem Aedeagus und zwei Greiforganen vorhanden, der aber bei den Aleyrodinae stark rückgebildet sein kann.
Im Gegensatz zu den meisten Insekten werden bei den Mottenschildläusen die Arten nicht nach den Imagines, die wenig erforscht sind, unterschieden. Grundlage für die Bestimmung ist das Puppe oder Puparium genannte vierte Larvenstadium.

## Lebenszyklus
Die Fortpflanzung ist gewöhnlich sexuell, die Geschlechtsbestimmung erfolgt aber über Arrhenotokie. Dabei werden aus befruchteten Eiern immer Weibchen, aus unbefruchteten immer Männchen gebildet (Haplodiploidie). Bei den meisten Arten beträgt das Geschlechtsverhältnis von Weibchen und Männchen etwa 1 zu 1. Die Eier der Tiere sind gestielt, sie werden vom Weibchen, oft in Ringen, auf der Unterseite von Blättern abgelegt und oft mit Wachs umhüllt. Das Stielchen dient der Wasseraufnahme. Aus ihnen schlüpft ein erstes, frei bewegliches Larvenstadium (bei den hemimetabolen Insekten auch Nymphe genannt), das als Ausbreitungsstadium dient („crawler“). Die folgenden drei Larvenstadien sind unbeweglich und sitzen auf der Blattunterseite fest. Sie bilden bei vielen Arten eine dicke Wachsschicht, die an die der Schildläuse erinnert, einige Arten haben aber auch nackte Nymphen. Die Nymphen besitzen auf der Oberseite des Hinterleibs eine Grube, in die der After einmündet, diese trägt einen Deckel (Operculum) und einen Ligula genannten zungenförmigen Vorsprung, der dazu genutzt wird, abgeschiedenen Honigtau wegzuschleudern, damit das Tier nicht damit verklebt wird. Die Form dieser Strukturen ist sehr wichtig für die Bestimmung der Arten. Das vierte Larvenstadium bildet gegen Ende seiner Entwicklung sogenannte Puppen, in denen die Umwandlung in die ausgewachsene Tiere stattfindet. Dieses Puppenstadium ist aber nicht homolog zur Puppe der holometabolen Insekten.

## Systematik der Mottenschildläuse
Es werden für die rezenten Arten zwei Unterfamilien unterschieden:
- Unterfamilie Aleyrodinae Westwood
- Unterfamilie Aleyrodicinae Quaintance & Baker

Bis vor kurzem wurde für eine aberrante Gattung Udamoselis eine dritte Unterfamilie Udamoselinae Enderlein aufgeführt; diese ist nach neueren Untersuchungen nicht gerechtfertigt, die Art wird nun den Aleyrodicinae zugerechnet.
Fast alle in Mitteleuropa vorkommenden Mottenschildläuse gehören in die Unterfamilie Aleyrodinae. Paraleyrodes minei Iaccarino wurde 1990 aus Südamerika nach Europa eingeschleppt; die Einschleppung einiger weiterer Arten wird befürchtet.

### Aleyrodinae
Die Unterfamilie Aleyrodinae besitzt 1421 Arten in 148 Gattungen.
Zu den Arten der Unterfamilie Aleyrodinae zählen:
- Wollige Zitrusmottenschildlaus (Aleurothrixus floccosus)
- Aleyrodes asari (Schrank, 1801)
- Erdbeer-Mottenschildlaus (Aleyrodes lonicerae, Walker, 1852)
- Kohlmottenschildlaus (oder Weiße Fliege am Kohl) (Aleyrodes proletella, Linnaeus, 1758)
- Tabakmottenschildlaus (oder Tabak-Weiße Fliege) (Bemisia tabaci)
- Orstomaleyrodes fimbriae
- Eschen-Weiße Fliege (Siphoninus phillyreae)
- Gewächshausmottenschildlaus (Trialeurodes vaporariorum)

### Aleurodicinae
Die Unterfamilie Aleurodicinae enthält 118 Arten in 18 Gattungen:
- Aleurodicus (Douglas 1892)
- Aleuronudus (Hempel 1922)
- Austroaleurodicus (Tapia 1971)
- Azuraleurodicus (Martin 1999)
- Bakerius (Bondar 1923)
- Ceraleurodicus (Hempel 1922)
- Dialeurodicus (Cockerell 1902)
- Eudialeurodicus (Quaintance & Baker 1915)
- Lecanoideus (Quaintance and Baker 1913)
- Leonardius (Quaintance & Baker 1913)
- Metaleurodicus (Quaintance & Baker 1913)
- Nealeurodicus (Hempel 1923)
- Nipaleyrodes (Takahashi 1951)
- Octaleurodicus (Hempel 1922)
- Pseudsynaleurodicus (Gillespie 2006)
- Paraleyrodes (Quaintance 1909)
- Stenaleyrodes (Takahashi 1938)
- Synaleurodicus (Solomon 1935)

Zu den Arten der Unterfamilie Aleurodicinae zählen:
- Zitrusmottenschildlaus (oder Weiße Fliege der Zitrusgewächse) (Dialeurodes citri)
- Paraleyrodes minei

### Bernaeinae
Fossile Mottenschildläuse sind als Inklusen in Bernstein erhalten geblieben, die Gruppe ist seit der Kreide nachgewiesen. Schon die ältesten fossilen Arten sind den rezenten im Körperbau sehr ähnlich. Die Gruppe ist besonders individuen- und artenreich im Libanon-Bernstein, kommt aber auch im ebenfalls kreidezeitlichen burmesischen Bernstein vor. Die meisten fossilen Arten wurden einer zusätzlichen Unterfamilie Bernaeinae zugeordnet.